# واسکیالا
واسکیالا (به لاتین: Vaskjala) یک روستا در استونی است که در دهستان رائه واقع شده‌است.

## خصوصیات
وسکجلا ۵۹۱ نفر جمعیت دارد.